# Yoshiaki Maruyama
Yoshiaki Maruyama (丸山 良明 Maruyama Yoshiaki?), född 12 oktober 1974 i Tokyo prefektur, är en japansk före detta fotbollsspelare.
Maruyama började sin karriär 1997 i Yokohama Marinos (Yokohama F. Marinos). 2000 blev han utlånad till Montedio Yamagata. Med Yokohama F. Marinos vann han japanska ligan 2001. 2002 flyttade han till Albirex Niigata. Efter Albirex Niigata spelade han för Vegalta Sendai, AC Nagano Parceiro, Chonburi FC och Thai Port FC. Han avslutade karriären 2011.